# Diochlistus paragracilis
Diochlistus paragracilis är en tvåvingeart som beskrevs av Paramonov 1955. Diochlistus paragracilis ingår i släktet Diochlistus och familjen Mydidae. Inga underarter finns listade i Catalogue of Life.